# برج الباشوراء
برج الباشوراء ويسمى أيضا برج العريس، هو أحد أبراج بيروت التاريخية؛ يوجد موقعه جنوب سور بيروت أي جنوب بيروت القديمة، في المنطقة المعروفة باسم الباشوراء، وقد سميت الباشورة وجمعها بواشير، بمعنى سد من التراب، وجدير بالكر أيضاً أن برج الباشورة هو ذاته المسمى برج العريس، الذي كان أحد الأبراج القائمة قديما من أجل حماية بيروت. وقيل حسيب مصادر مختلفة أن هذا البرج كان يتصل بمغارة تنفذ إلى محلة المزرعة جنوباً.

## أصل التسمية
كما ءكرنا في المقدمة؛ برج الباشوراء هو ذاته برج العريس، فقد اطلقت التسميتان في أزمنة مختلفة. ولكن برج الباشوراء هو الأكثر شيوعا من بين هاتين الاسمين وهو الأقدم أيضا، وحتى في بعض المراجع والكتب التي تحدثت عن بنيات ومنشآت بيروت ومعالمها، ذكر البرج تحت اسم الباشوراء أكثر من اسم برج العريس. 
وتعني تسمية الباشوراء لغة، السد الترابي أي سد من التراب، وهو نوع من السدود الترابية التي كانت تقام قديما حول مداخل بيروت لحمايتها من الأخطار الخارجية وإعاقة تقدم أي تهديدات خارجية.
وهو بذلك يكون برجا انشيء قديما لأغراض حمائية، ومن الأبراج التي رفعت لكي تكون عاملة في حماية بيروت. وقيل بأن هذا البرج كان يتصل بمغارة تنفذ إلى محلة المزرعة جنوباً.

أما عن تسمية برج العريس أو آل العريس، فلأن البرج يقع حديثا في منطقة العريس في شارع العريس، حيث نظراً لإسهامات وعطاءات آل العريس في مدينة بيروت، فقد أطلقت بلدية بيروت على شارع مهم يقع قرب منطقة النويري اسم شارع العريس وكءلك محلة العريس ومحطة العريس، حيث كان يتوقف ترامواي بيروت القديم عندها آنذاك، وحيث يوجد في بيروت في منطقة الباشوراء « برج الباشوراء» المحاذي لشارع العريس، أشيع بين الناس أيضا عن البرج تسمية «برج العريس».